# Baureihe 97
Baureihe 97 – niemiecka lokomotywa parowa produkowana w latach 1910-1921. Były używane do prowadzenia pociągów na liniach zębatych.